# 松井冬子
松井冬子（まつい ふゆこ、1974年1月20日—）是一位日本静冈县出身的女性画家。

## 生平[1]
1974年松井冬子出生于东京都文京区，不久后移居故乡静冈县周智郡森町。
1994年，松井冬子于女子美术大学短期大学部造形科油画专业毕业。其后，在工作之余参加美术培训学校，尝试考取东京艺术大学美术学院，四度落榜，在第六次考试后被录取。
1996年，欣赏长谷川等伯的《松林图屏风》，深受触动，决意改变学习方向，研究日本画。
2002年，松井从东京艺术大学美术学院日本画专业毕业。
2007年，松井完成了她在同校的日本画研究博士后期课程并发表博士论文《视觉作为知觉神经所感受到无法避免之痛觉》，取得了东京艺术大学的博士学位。

## 作品
她的作品把女性作为焦点，以幽灵图、九相图、内脏、大脑、肌肉、人体、动物作为题材创作，使用丝绸与矿石颜料绘画。
据松井冬子所言，她的作品多以女性为主题，是因为她作为女性所能感受的亦为女性的想法与心态。松井冬子对自身现实与内心世界的忠实，给予了她的作品适应当代的表现力。
松井冬子的作品被佐藤美术馆、东京艺术大学美术馆、平野美术馆、横滨美术馆与森美术馆等日本美术馆收藏。

## 主要获奖经历[3]
- 佐藤美术馆学生优秀奖（2006年）
- Vogue Nippon 2006 Women of the Year（2006年）
- The Best Debutant of The Year 艺术类（2006年）
- 東京藝術大学 野村奖（2006年）
- 平成20年度静岡県文化鼓励奖（2008年）

## 画集与其他出版作品[3]
- 博士論文「知覚神経としての視覚によって覚醒される痛覚の不可避」
- 『松井冬子 1』2008年2月、河出書房新社 ISBN 978-4309907574
- 『松井冬子 2』2008年5月、河出書房新社 ISBN 978-4309907581
- DVD『痛みが美に変わる時〜画家・松井冬子の世界〜』2008年11月、NHKエンタープライズ
  - 「ETV特集」のDVD化。演出：松井冬子、上野千鶴子、山下裕二、布施英利、旁白：吉行和子